# The Hustle (lied)
"The Hustle" is een nummer van de Amerikaanse songwriter-arrangeur Van McCoy met The Soul City Symphony. Het verscheen op hun album Disco Baby uit 1975. Op 18 april van dat jaar werd het uitgebracht als de enige single van het album.

## Achtergrond
"The Hustle" is geschreven door McCoy en geproduceerd door Hugo Peretti en Luigi Creatore. Het nummer werd geschreven nadat Charles Kipps, de muzikale partner van McCoy, in de New Yorkse club Adam's Apple feestgangers een dans zag doen, die de "Hustle" genoemd werd. Korte tijd later werd het opgenomen in de Mediasound Studios. Op de opname zijn pianist McCoy, basgitarist Gordon Edwards, drummer Steve Gadd, toetsenist Richard Tee, gitaristen Eric Gale en John Tropea en orkestleider Gene Orloff te horen. Phil Bodner is verantwoordelijk voor de herkenbare piccolomelodie.
"The Hustle" groeide uit tot de grootste hit van McCoy. Het bereikte de nummer 1-positie in de Amerikaanse Billboard Hot 100 en de Canadese en Spaanse hitlijsten. In het Verenigd Koninkrijk kwam het tot de derde plaats in de UK Singles Chart. Ook in onder meer Australië, Duitsland, Ierland, Nieuw-Zeeland en Zuid-Afrika werd de top 10 gehaald. In Nederland behaalde de single de vierde plaats in zowel de Top 40 als de Nationale Hitparade, terwijl in Vlaanderen de derde positie in een voorloper van de Ultratop 50 werd gehaald. In 1976 ontving McCoy een Grammy Award voor het nummer in de categorie Best Pop Instrumental Performance.

## Hitnoteringen

### Nederlandse Top 40
| Hitnotering: 16-08-1975 t/m 18-10-1975 | Hitnotering: 16-08-1975 t/m 18-10-1975 | Hitnotering: 16-08-1975 t/m 18-10-1975 | Hitnotering: 16-08-1975 t/m 18-10-1975 | Hitnotering: 16-08-1975 t/m 18-10-1975 | Hitnotering: 16-08-1975 t/m 18-10-1975 | Hitnotering: 16-08-1975 t/m 18-10-1975 | Hitnotering: 16-08-1975 t/m 18-10-1975 | Hitnotering: 16-08-1975 t/m 18-10-1975 | Hitnotering: 16-08-1975 t/m 18-10-1975 | Hitnotering: 16-08-1975 t/m 18-10-1975 | Hitnotering: 16-08-1975 t/m 18-10-1975 |
| Week                                   | 1                                      | 2                                      | 3                                      | 4                                      | 5                                      | 6                                      | 7                                      | 8                                      | 9                                      | 10                                     |                                        |
| -------------------------------------- | -------------------------------------- | -------------------------------------- | -------------------------------------- | -------------------------------------- | -------------------------------------- | -------------------------------------- | -------------------------------------- | -------------------------------------- | -------------------------------------- | -------------------------------------- | -------------------------------------- |
| Nummer                                 | 25                                     | 12                                     | 7                                      | 5                                      | 4                                      | 6                                      | 12                                     | 26                                     | 31                                     | 39                                     | uit                                    |

### Nationale Hitparade
| Hitnotering: 09-08-1975 t/m 04-10-1975 | Hitnotering: 09-08-1975 t/m 04-10-1975 | Hitnotering: 09-08-1975 t/m 04-10-1975 | Hitnotering: 09-08-1975 t/m 04-10-1975 | Hitnotering: 09-08-1975 t/m 04-10-1975 | Hitnotering: 09-08-1975 t/m 04-10-1975 | Hitnotering: 09-08-1975 t/m 04-10-1975 | Hitnotering: 09-08-1975 t/m 04-10-1975 | Hitnotering: 09-08-1975 t/m 04-10-1975 | Hitnotering: 09-08-1975 t/m 04-10-1975 | Hitnotering: 09-08-1975 t/m 04-10-1975 |
| Week                                   | 1                                      | 2                                      | 3                                      | 4                                      | 5                                      | 6                                      | 7                                      | 8                                      | 9                                      |                                        |
| -------------------------------------- | -------------------------------------- | -------------------------------------- | -------------------------------------- | -------------------------------------- | -------------------------------------- | -------------------------------------- | -------------------------------------- | -------------------------------------- | -------------------------------------- | -------------------------------------- |
| Nummer                                 | 28                                     | 17                                     | 8                                      | 4                                      | 4                                      | 4                                      | 6                                      | 9                                      | 13                                     | uit                                    |

### NPO Radio 2 Top 2000
| Nummer met noteringen in de NPO Radio 2 Top 2000 | '99  | '00  | '01-'02 | '03  |
| ------------------------------------------------ | ---- | ---- | ------- | ---- |
| The Hustle                                       | 1584 | 1636 | -       | 1939 |

1. ↑  Een '-' betekent dat het nummer niet was genoteerd en een vetgedrukt getal geeft de hoogste notering aan.
2. ↑  Deze tabel is bijgewerkt tot en met de laatste editie (2024).